# Anafi
Anafi (grec: Ανάφη) o Ànafe (grec antic: Ἀνάφη) és una illa grega que pertany al grup de les Cíclades. Té una població d'uns 270 habitants i una superfície de 40,37 km², i es troba a l'est de Santorí. L'illa té una sola població, Anafi, anomenada també Khora (grec: Χώρα, 'capital').
Segons la mitologia grega, a aquesta illa hi va arribar un fill de Cadme que cercava Europa, la germana del seu pare. A l'antiguitat, l'illa era coneguda per un temple d'Apol·lo fundat, segons la tradició, pels argonautes, que indicava que l'illa era un lloc de refugi en cas de tempesta. Aquest temple era situat a la part oriental de l'illa, i se'n conserven restes. També es conserven les restes de l'única polis que, a l'antiguitat, hi havia a l'illa, i que rebia el mateix nom d'Ànafe. Ateneu de Nàucratis explica que un nadiu de l'illa d'Astipalea hi va deixar anar un grup de perdius, que es van reproduir tan ràpidament que els habitants gairebé van haver d'abandonar Ànafe. A l'illa s'hi parlava grec dòric en la variant de Cnidos, que a les Cíclades era compartit amb Folegandros i Astipalea.